# Koro Benito
Koro Benito García (Lumbrales, Salamanca, 5 de marzo de 1965) es una poeta española.

## Biografía
Koro Benito nació en Lumbrales (Salamanca). Su familia se trasladó a Éibar, y es en esta población donde transcurrió su niñez y adolescencia. Después de vivir en Durango algunos años, en la actualidad reside en Garai. Es una defensora de la naturaleza y de la estética. 
Con 14 años escribió su primer poema que fue publicado en la revista de su centro escolar y desde entonces no dejó de escribir hasta que se incorporó al mundo laboral por lo que abandonó temporalmente su afición a escribir poesía.
Tras 25 años, comienza a escribir de nuevo, siguiendo su vocación literaria y aunque no deja su trabajo, si consigue dedicarse a la escritura en la modalidad de poesía con el objeto de ver publicados sus poemas. Acude y participa en certámenes y recitales poéticos, cursos y presentaciones de libros  que se organizan en torno a este género literario.
En agosto de 2016 publica su libro de poemas¿Seré arcoíris algún día?  Ha presentado su libro en Lumbrales donde nació, en Éibar, Durango, Bilbao, Granada y Madrid . En 2018, se publica su tercera edición.
En octubre de 2018 se publica su segundo libro Vagabunda que presenta en las Jornadas Europeas del Patrimonio que organizadas en colaboración con la Diputación de Bizkaia, la asociación Gerediaga Elkartea presenta este año con el título "Patrimonio, herencia de mujer". Koro vuelve a recorrer librerías, bibliotecas y ferias de pueblos y ciudades para presentar su nuevo libro como ya hizo con el primero. Después de pasar por Garai, Durango, Éibar, Madrid, Bilbao y Barcelona visita otra vez Lumbrales.

## Obras
- ¿Seré arcoíris algún día? (2016)

- Vagabunda[4] 2018
- Palabras de Vida,  junio 2023

## Recitales
- 2016, participa en el certamen anual de poesía "Voces del Extremo"[5] y en 2017 y 2019 en el Festival de autores independientes Literania, Madrid
- 2017,  2018 y 2019 en el Festival Internacional de poesía, Poetas en mayo[6] de Vitoria